# White Waltham
White Waltham est un village du Berkshire, Angleterre. Ce village est situé à environ 3 km au sud-ouest de Maidenhead. Son aérodrome est l'un des plus anciens, et celui des pionniers de l'aviation anglaise, et toujours le lieu de l'Aéroclub de Londres.